# Augochloropsis cyclis
Augochloropsis cyclis là một loài Hymenoptera trong họ Halictidae. Loài này được Vachal mô tả khoa học năm 1903.